# Alexis Godillot (golf)
Pour les articles homonymes, voir Alexis Godillot.
Alexis Godillot (né en 1944) est un golfeur amateur français. Particulièrement actif entre les années 1960 et 1990, il a été l’un des piliers de l’équipe de France de golf amateur, avec plus de 100 sélections nationales, une participation à plusieurs éditions du St Andrews Trophy et du Eisenhower Trophy, et de nombreux titres nationaux et internationaux à son actif.
Il est le golfeur français ayant remporté le plus grand nombre de titres de champion de France toutes formules confondues (le national et l’international, en simple, en double et en équipe): 39 à ce jour ; et l’un des rares joueurs français à avoir remporté la même année les quatre titres majeurs amateurs.

## Biographie

### Origines et débuts
Alexis Godillot est issu d’une famille de sportifs : son grand-père, Alfred de Rauch, fut capitaine de l’équipe de France de hockey sur glace qui a participé aux jeux olympiques de 1924 , sa grand-tante Yvonne Le Quellec fut championne de France dans cinq disciplines différentes et son père a joué en équipe de France de golf Il commence le golf dès son plus jeune âge dans le jardin familial, puis sur les parcours de Chantaco et Chantilly.
Il est formé notamment par Pierre Hirigoyen à Biarritz et développe très tôt un goût pour la compétition.

## Carrière amateur

### Années de formation (1952–1963)
Il dispute ses premières compétitions à l’âge de 9 ans, et remporte la Coupe des moins de 10 ans deux années consécutives (1952 et 1953) à Chantaco.
En 1959, il obtient :
- sa première sélection en équipe de club (Chantilly)
- sa première sélection en équipe de France juniors, et participe au Championnat d’Europe Juniors à Chiberta

Entre 1960 et 1963, il multiplie les compétitions internationales, notamment les Pentagonaux Juniors, les championnats d’Espagne juniors et les premières confrontations continent/Grande-Bretagne. En 1963, il atteint la finale du Championnat de France de double avec son père.

### Confirmation et reconnaissance (1964–1974)
- 1964 : première sélection en équipe de France (hors junior) pour le match France-Italie, première participation au St Andrews Trophy (Muirfield), et première sélection à l’Eisenhower Trophy à Rome.
- 1965–1971 : multiples sélections en équipe de France, participation aux championnats d’Europe par équipes (Venise, Sandwich, Turin, Lausanne, etc.), au British Amateur Championship, aux Open de France, et aux grands prix nationaux.
- 1967 : remporte le Championnat de France International face à Gaétan Mourgue d’Algue.
- 1969 : année historique avec les 4 titres majeurs amateurs :
  - Championnat de France National
  - Championnat de France International
  - Championnat de France de double hommes (avec Raymond Wattinne)
  - Championnat de France de double mixte (avec Brigitte Varangot)
  - Mais aussi vainqueur de la Coupe d’Europe des Clubs avec Chantilly

Il est élu Meilleur joueur amateur français de l’année (Prix des Tigres).

### Maintien au haut niveau (1975–1986)
Alexis Godillot reste un pilier de l’équipe de France tout au long des années 1970 :
- Participations régulières au St Andrews Trophy jusqu’en 1982
- 3 participations à l’Eisenhower Trophy (1964, 1966, 1970)
- Nombreuses Coupes Gounouilhou avec le club de Chantilly
- Présence au British Amateur Championship à plusieurs reprises (Royal Porthcawl, Royal St George’s, Newcastle…)

### La continuité (1991 à nos jours)
Après s’être retiré de la compétition de haut niveau, Alexis Godillot poursuit son engagement dans le monde du golf en tant que dirigeant, ambassadeur et mémoire vivante du sport amateur. Il participe régulièrement à des événements commémoratifs et reste actif au sein du Golf de Chantilly, notamment dans le suivi des jeunes générations. Passionné par la transmission, il s’emploie à préserver les valeurs du golf traditionnel : respect, camaraderie, élégance et humilité.

#### Rôle au sein du Championship Committee de l’EGA
Alexis Godillot a été nommé président du Championship Committee de l’European Golf Association (EGA) lors des réunions de février 2017 à Lausanne, rejoignant un comité composé de membres internationaux spécialisés dans l'arbitrage et l'organisation de compétitions. À ce titre, il a supervisé les règlements, la planification et la coordination des principaux championnats européens, incarnant une fonction de premier plan dans la gouvernance du golf amateur à l’échelle continentale.

#### Les capitanats
Alexis Godillot a exercé des fonctions de capitaine d’équipe au plus haut niveau européen. Il a été capitaine de l’équipe du Continent Européen lors de plusieurs éditions du St Andrews Trophy, compétition opposant le Continent à la Grande-Bretagne & Irlande, où il a incarné un leadership reconnu pour son expérience et sa proximité avec les joueurs. Il a également été nommé capitaine de l’équipe européenne pour le Bonnallack Trophy, épreuve biennale créée en 1998 opposant l’Europe à l’Asie-Pacifique, contribuant ainsi à renforcer la dimension internationale du golf amateur et à transmettre les valeurs d’esprit d’équipe et de rigueur aux nouvelles générations.

#### Engagement au Golf de Chantilly
Après sa carrière de joueur de haut niveau, Alexis Godillot s’est investi dans la vie associative de son club de toujours, le Golf de Chantilly, dont il a assuré la présidence pendant plusieurs années. Sous son mandat, il a œuvré à la modernisation des infrastructures, à la valorisation du patrimoine sportif du club et au soutien actif de la filière amateur, perpétuant ainsi l’esprit d’excellence et de transmission qui caractérise ce club historique.

## Style de jeu et réputation
Alexis Godillot est connu pour son calme, son sang-froid en match-play, et son putting précis. Il est souvent aligné dans les doubles décisifs. Il développe une complicité reconnue avec ses partenaires, notamment Roger Lagarde, Raymond Wattinne, Jean-Charles Desbordes, Hervé Frayssineau, Philippe Ploujoux…
Son nom reste associé à l’âge d’or du golf amateur français, aux côtés de Patrick Cros, Gaétan Mourgue d’Algue, et Brigitte Varangot.

## Match contreTiger Woods
En 1990, Alexis Godillot accueille en France une tournée des juniors de Californie, parmi lesquels un jeune Tiger Woods, déjà champion junior des États-Unis à seulement 16 ans. Lors d’un match exhibition organisé à Chantilly pour TF1 sous la houlette de Fred Beauchène, Alexis affronte Tiger et le bat 1 up sur un parcours que Woods ne connaissait pas. Il garde aussi un souvenir marquant de sa discussion avec le père de Tiger, ancien colonel des Marines, dont l’éducation rigoureuse façonna le futur champion. Cette rencontre est restée pour Alexis un moment emblématique de sa carrière, alors qu’il ignorait encore que ce jeune joueur deviendrait le meilleur golfeur du monde.

## Palmarès

### Victoires aux championnats nationaux et internationaux
- Championnat International de France : 1967, 1969, 1974, 1979, 1984
- Championnat National : 1969, 1970, 1974, 1978, 1979, 1980, 1982
- Championnat d’Europe Mid-Amateur : 1991
- Championnat de France Mid-Amateur : 1993, 1999
- Championnat de France de Foursomes (Coupe Royal Blackheath): 1969, 1970 ( R.Wattinne), 1981 (R.Lagarde), 1986 (P.Ploujoux), 1996 (B.Nicolay)
- Championnat de France Foursomes Mixte (Coupe Thion de la Chaume) : 1968, 1969 (B.Varangot) , 2011 (C.Chatrier)
- Championnat de France Universitaire : 1964, 1965, 1966
- Coupe J.L. Murat (Score Brut): 1964, 1966, 1971, 1974, 1975, 1977, 1984

### Autres victoires en compétitions individuelles et de doubles
- Coupe des Moins de 10 ans : Chantaco 1952, 1953
- Biarritz Cup : 1961
- Coupe Louis Maeght : 1963, 1983
- Omnium de Biarritz (1er Amateur) : 1963, 1964, 1967
- Championnat de L’Oise : 1965, 1968, 1969, 1973, 1976, 1977, 1982, 1983, 1985
- Grand Prix International du Sud-Ouest : 1966, 1967, 1968
- Prix de la Princesse de Rethy (Waterloo) : 1966
- Grand Prix de St Germain : 1966
- Coupe Jacques Petit Leroy : 1966
- Wallaert Devilder : 1967, 1969
- Omnium National (1er Amateur) : 1966, 1968, 1973
- Prix des Tigres (Ordre du Mérite Amateurs) : 1969, 1982
- Coupe Ganay : 1973, 1975, 1983
- Foursomes de Chantilly : 1973, 1977 (B.Pascassio)
- Coupe Mouchy : 1974
- Open de France (1er Amateur) : 1976 Le Touquet
- Prix des Ménages : 1984 à Chantilly
- Le Touquet Classic Amateur : 1985, 2000
- Internationaux de la Côte d’Azur : 2000
- Championnat d’Europe des associations Séniors : 2000, 2004

### Championnat du club Golf de Chantilly
- 20 victoires au total dont 7 consécutives : 1964, 1965, 1967, 1968, 1970, 1977, 1979, 1980, 1981, 1982, 1983, 1984, 1985, 1989, 1991, 1992, 1994, 1995, 1996, 2003

### Records de parcours
- 1967 St Germain : 66 pendant l’Open de France
- 1968 Cannes Mandelieu : 65 Putter d’Or Coupe d’Europe des Clubs

### Sélections et victoires avec les équipes de Chantilly
- Sélection Coupe St Sauveur (3ème série) :1959
- Sélection Coupe Puiforcat (2ème série) : 1960
- Sélections Coupe Gounouilhou : de 1960 à 2005 ; victoires en 1972, 1974, 1975, 1976, 1978, 1982, 1985
- Coupe d’Europe des Clubs : Victoires en 1969, 1977
- Coupe de France : Victoires en 1966, 1967, 1968, 1970, 1976
- Coupe Maneuvrier : Victoires en 1961, 1965, 1969, 1970
- Coupe de Paris : victoire en 1969 et 1974
- Championnat de France séniors par équipes : victoires en 2004, 2009, 2010, 2013
- Championnat de France séniors 2 par équipes : victoires en 2023 et 2024

### Selections en équipe de France et d’Europe
- Championnat d’Europe : 1965, 1967, 1969, 1971, 1973, 1975, 1977, 1979, 1981, 1983, 1985
- Championnat du Monde (Eisenhower Trophy) : 1964,66, 68, 70, 72, 74, 76, 80, 82, 84, 86
- St Andrews Trophy (Continent européen) : 1964, 66, 68, 70, 72, 74, 76, 78, 80, 82 ; victoires 74, 82
- Europe contre Amérique du Sud (Paco Rabane Trophy) : 1979, 1980
- Championnat d’Europe Juniors : 1959, 60, 61, 62, 63, 64, 65 ; victoires 1964, 65
- Equipe du Continents Boy’s : 1959, 1960

### Capitanats
- Equipe de France : 1984, 1985, 1986, 1987 (France / Ecosse à Chantilly)
- Continent Européen (St Andrews Trophy): 2008, 2010, 2012, 2014
- Europe (Bonallack Trophy) match contre Asie Pacifique : 2016, 2018

### Mandats Officiels
- Comité Directeur de la FFG au titre d’athlète de haut niveau : 1977-1997
- Président du Golf de Chantilly : 2002-2009
- Association Européenne de Golf (A.E.G.) :
  - Membre du Championship Committee : 2006-2009
  - Executive Committee : 2010-2013
  - Chairman of Championship Committee : 2014-2017